# Arzneimittelwerk Dresden
Der VEB Arzneimittelwerk Dresden war ein Pharmaunternehmen der DDR. Es wurde in mehrere Folgeunternehmen aufgespalten, von denen die Pharmaproduktion von Menarini von Heyden noch am Standort Dresden existiert, der Synthesestandort Arevipharma am Standort Radebeul sowie mehrere kleinere Forschungsgesellschaften ebenfalls in Radebeul. Der lange Zeit als AWD.pharma bestehende Pharmahandel wurde in Radebeul geschlossen und in Teilen nach Ulm verlagert.

## Geschichte

### Vorgängergesellschaften
1835 wurde von Franz Ludwig Gehe die Drogerie- und Farbwarenhandlung Gehe & Co. in Dresden gegründet. 1865/1866 wurde der neue Standort an der Leipziger Straße bezogen. Nach dem Zweiten Weltkrieg wurden das Stammhaus in Dresden und die meisten Niederlassungen enteignet. Während die Gehe & Co. AG in Westdeutschland einen Neuanfang vollzog, wurde 1947 das Gehe-Stammhaus in Dresden unter dem Namen Heilchemie als Volkseigener Betrieb weitergeführt.
1919 gründete der Arzt Gerhard Madaus mit seinen zwei Brüdern Friedemund und Hans in Bonn das Pharmazieunternehmen Madaus. Nach dem Ersten Weltkrieg verlegte das Unternehmen mehrfach seinen Firmensitz, zuletzt 1929 nach Radebeul bei Dresden auf die Gartenstraße, wo sie um 1938 einen modernen Fabrikbau errichteten. Nach dem Zweiten Weltkrieg wurde der Betrieb in Radebeul enteignet und demontiert, während die zwei überlebenden Gründerbrüder Friedemund und Hans in Bonn das Unternehmen neugründeten.

### Enteignungen und Kombinatszusammenschluss

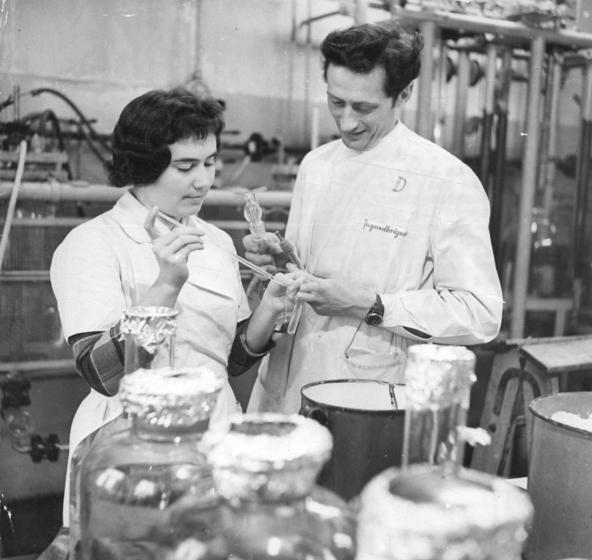
In der Abteilung Antibiotica im Arzneimittelwerk Dresden (1960)

Der Biologe Robert Thren, der ab 1938 für das Biologische Institut von Madaus auf dem Gebiet der Arzneipflanzen und an mikrobiologischen Problemen geforscht hatte und während des Zweiten Weltkriegs Experimente zur Herstellung von Penicillin durchführte, baute nach dem Zweiten Weltkrieg die Penicillinproduktion auf. Er leitete ab 1948 die Naturstoffforschung im Biologischen Institut des VEB Pharmazeutische Werke Madaus.
Am 1. April 1951 wurde das verstaatlichte Stammhaus der Arzneimittelfabrik Dr. Madaus & Co mit dem enteigneten Dresdner Stammhaus der Gehe & Co. (VEB Heilchemie) zum VEB Arzneimittelwerk Dresden (AWD) zusammengeschlossen.
Die 1874 von dem Chemiker Friedrich von Heyden gegründete Chemische Fabrik v. Heyden mit ihrem Stammsitz in Radebeul auf der Meißner Straße wurde 1945 beschlagnahmt und demontiert. Nachdem bereits 1946 eine erneute Produktion in Radebeul wieder anlief, wurde 1948 das Unternehmen enteignet und in einen Volkseigenen Betrieb umgewandelt. Da die Gesellschafter den Firmensitz nach München verlegt hatten, musste 1958 aus juristischen Gründen der Name in VEB Chemische Werke Radebeul umbenannt werden.

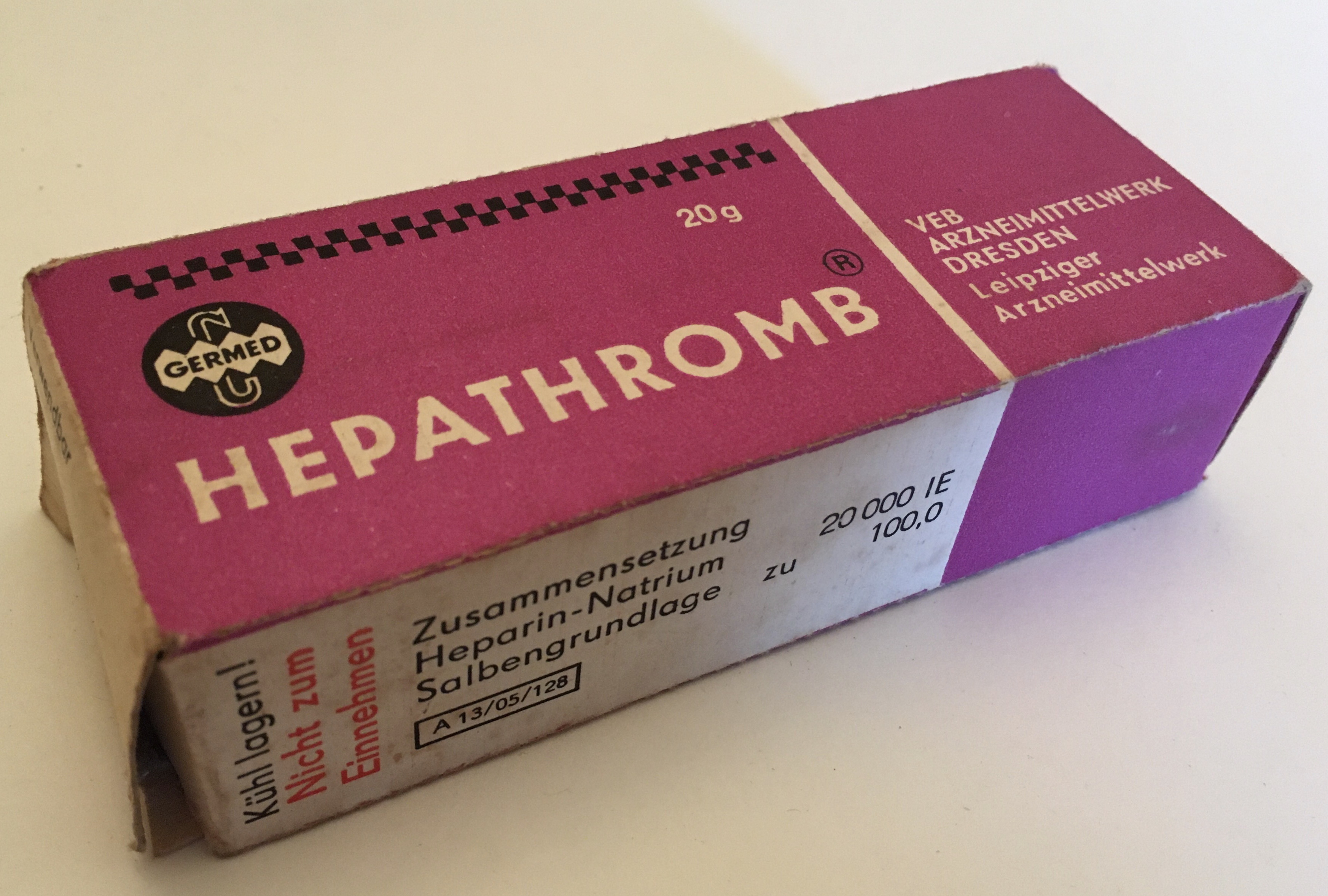
Hepathromb (Heparin Antithrombotikum) des VEB Arzneimittelwerk Dresden und Leipziger Arzneimittelwerk.

Am 1. Januar 1961 wurden die Chemischen Werke Radebeul in das Arzneimittelwerk Dresden integriert, womit einer der größten Arzneimittelhersteller der DDR mit etwa 3000 Beschäftigten entstand. 1970 wurde das entstandene Unternehmen zum Kombinat erhoben. 1979 wurde es zum Stammbetrieb des neu gegründeten Pharmaziekombinats VEB Pharmazeutisches Kombinat GERMED, zu dem fast alle Arzneimittelhersteller der DDR gehörten. Das Arzneimittelwerk Dresden war innerhalb des Kombinats das Zentrum der Arzneimittelforschung der DDR, Ende der 1980er Jahre gehörten 13 Betriebsteile mit etwa 3600 Beschäftigten dazu. Bis 1989 wurden 27 Originalentwicklungen auf den Markt gebracht. Schwerpunkte von Forschung und Produktion waren die Synthese von Psychopharmaka, Biochemika sowie herz- und kreislaufwirksamer Medikamente.

### Doping in der DDR
Verwendet wurden davon für das staatlich verordnete Doping im DDR-Leistungssport die Medikamente Gonabion (ein Tiermedikament zur Behandlung hormoneller Störungen wie Stiersucht), Oxytocin (ein Wehenauslöser im Rahmen der klinischen Geburtshilfe), Lysin-Vasopressin (ein Tiermedikament zur Regulierung des Blutdrucks) und Somatropin (natürliches Wachstumshormon zur Behandlung des Kleinwuchses). Für Versuche des AWDs an den Sportlern selbst gibt es in den durch die Untersuchungskommission ausgewerteten Unterlagen keine Hinweise.

### Privatisierung, Schließungen und Verkauf
Am 1. Juni 1990 wurde das Arzneimittelwerk Dresden aus dem Kombinatsverbund heraus in die AWD GmbH umgewandelt und 1991 an ASTA Medica, eine Tochter der Degussa, verkauft. ASTA Medica verlegte 1992 den Firmensitz nach Dresden. Im gleichen Jahr kaufte AWD die Germed-Handelsgesellschaft mbH und vereinigte 1996 den Verkauf Osteuropa von AWD, GERMED und ASTA Medica in den Verkauf Osteuropa von ASTA Medica International. In den Folgejahren konnte der Synthesestandort Radebeul (Meißner Straße, ehemals v. Heyden) erhalten werden, AWD wurde Forschungs- und Produktionsstandort der ASTA Medica in Deutschland. Gleichzeitig wurden 10 der 13 Betriebsteile stillgelegt, so auch das ehemalige Madaus-Werk in der Radebeuler Gartenstraße, und die Zahl der Beschäftigten sank bis Ende der 1990er Jahre auf etwa 900.
Mit der Fusion der Degussa-Hüls AG im Jahr 1999 und ihrer Konzentration auf Spezialchemie sollte die Trennung von ASTA Medica und AWD folgen.
Im Januar 2000 wurde die Wirkstoffsynthese des AWD in Radebeul direkt an Degussa-Hüls verkauft und 2004 von Hexal als eigenständiges Tochterunternehmen HEXAL Syntech GmbH übernommen. Nach dem Hexal-Verkauf an Novartis blieb der Synthesestandort Radebeul, die Hexal Syntech, eigenständig und firmiert seit September 2007 als Arevipharma GmbH.
Die restliche AWD GmbH in der Leipziger Straße in Dresden (ehemals Gehe) wurde 2001 umfirmiert in AWD.pharma GmbH & Co. KG und im gleichen Jahr mit etwa 650 Beschäftigten durch den kroatischen Pharmakonzern Pliva übernommen.  Pliva wiederum schloss sich 2006 als gleichwertiges Partnerunternehmen Barr Pharmaceuticals an, um weltweit das drittgrößte Herstellerunternehmen von Generika zu bilden. 2006 wurde die Arzneimittelproduktion der AWD.pharma an die italienische Menarini-Gruppe verkauft, die für ihr Werk in Dresden den historischen Namen als Menarini von Heyden wieder nutzt.
Daraufhin zog die AWD.pharma 2007 in ihren neuen Firmensitz im Wasapark in Radebeul, um sich als Pharmahändler mit Produkten von Menarini und Barr-Pliva zu etablieren. Das US-Unternehmen Barr wurde im Januar 2009 seinerseits vom größten Generikahersteller der Welt, der israelischen Teva Pharmaceutical Industries, übernommen. Somit wechselte auch die AWD.pharma in Radebeul bei Dresden den Besitzer. Sie gehört nun zu Teva Deutschland. Teva informierte 2010 die Mitarbeiter von AWD.pharma, den Standort Radebeul schließen zu wollen und einen Teil der Arbeitsplätze an den Stammsitz der ebenfalls zu Teva Deutschland gehörenden ratiopharm nach Ulm zu verlegen.
Teile der Forschung in Radebeul (ehemaliges Biologisches Institut von Madaus) wurden in die selbstständigen Forschungsgesellschaften elbion AG und Viatris GmbH (seit 2006 als MEDA Pharma Teil des schwedischen Pharmaunternehmens MEDA) überführt. Elbion wiederum ging 2008 an das finnische Unternehmen Biotie Therapies.